# Henri Gad
Henri Gad (n. 14 ianuarie 1895, Botoșani, d. 12 aprilie 1930, Paris) este pseudonimul lui Henri Fischman, ziarist și regizor de filme avangardiste. A debutat în 1913, la Rampa. A fost redactor-șef la Clopotul și colaborator la Contimporanul. A mai folosit porecla de Sfîntu Ilie.